# Premier League Malti 2024-2025
La Premier League maltese 2024-2025 è stata la 110ª edizione della massima divisione del campionato maltese di calcio. La stagione regolare è iniziata il 16 agosto 2024 e si è conclusa il 10 maggio 2025.
La squadra campione in carica era l'Hamrun Spartans, che si è confermata campione anche in questa edizione, per la quarta volta negli ultimi cinque anni.

## Stagione

### Novità
Al termine della stagione precedente, in virtù della riforma del campionato che ha ridotto le squadre partecipanti da 14 a 12, sono state retrocesse Gudja Utd, St. Lucia, Sirens e Valletta. Al loro posto, dalla Challenge League sono state promosse Melita e Żabbar St. Patrick.

### Formula
Il campionato si divide in due periodi, come in uso in Sudamerica. Nel turno di Apertura le squadre giocano un girone di sola andata, per un totale di 11 giornate, al termine delle quali le prime 6 giocano un girone scudetto per decretare la squadra campione del periodo e le ultime 6 un girone salvezza. Allo stesso modo si gioca il girone di Chiusura, con un girone all'italiana da 11 giornate e, al termine di esso, una divisione in due gironi da 6 squadre.
Le vincenti dei due periodi giocano una finale per decretare la squadra campione nazionale, che ottiene la qualificazione per la UEFA Champions League 2025-2026. Se una squadra ha vinto entrambi i periodi è automaticamente campione di Malta e qualificata alla Champions League. La perdente dello spareggio per il titolo ottiene invece la qualificazione per la UEFA Conference League 2025-2026.

## Squadre partecipanti
| Club               | Città        | Stadio                        | Stagione precedente    |
| ------------------ | ------------ | ----------------------------- | ---------------------- |
| Balzan             | Balzan       | Stadio di Ta' Qali            | 8º posto               |
| Birkirkara         | Birkirkara   | Infetti ground                | 5º posto               |
| Floriana           | Floriana     | Independence Arena            | 2º posto               |
| Gzira United       | Gżira        | Stadio Victor Tedesco         | 9º posto               |
| Hamrun Spartans    | Ħamrun       | Stadio Victor Tedesco         | Campione in carica     |
| Hibernians         | Paola        | Tony Bezzina Stadium          | 7º posto               |
| Marsaxlokk         | Marsaxlokk   | Marsaxlokk ground             | 4º posto               |
| Melita             | St. Julian's | Stadio di Ta' Qali            | 2º in Challenge League |
| Mosta              | Musta        | Stadio Charles Abela Memorial | 10º posto              |
| Naxxar Lions       | Naxxar       | Stadio di Ta' Qali            | 6º posto               |
| Sliema Wanderers   | Sliema       | Tigne Sports Complex          | 3º posto               |
| Żabbar St. Patrick | Żabbar       | Stadio di Ta' Qali            | 1º in Challenge League |

## Allenatori e primatisti
| Squadra            | Allenatore                                        | Calciatore più presente | Cannoniere |  |
| ------------------ | ------------------------------------------------- | ----------------------- | ---------- |  |
| Balzan             | Dave Rogers                                       |                         |            |  |
| Birkirkara         | Stefano De Angelis                                |                         |            |  |
| Floriana           | Darren Abdilla                                    |                         |            |  |
| Gzira United       | Andrew Cohen(1°-11°) Giovanni Tedesco (12°-)      |                         |            |  |
| Hamrun Spartans    | Alessandro Zinnari (fino 10.03.25) Winston Muscat |                         |            |  |
| Hibernians         | Branko Nišević                                    |                         |            |  |
| Marsaxlokk         | Winston Muscat(1°-5°) Vincenzo Potenza (6°-)      |                         |            |  |
| Melita             | Clive Mizzi                                       |                         |            |  |
| Mosta              | Joseph Grech                                      |                         |            |  |
| Naxxar Lions       | George Vella                                      |                         |            |  |
| Sliema Wanderers   | Paul Zammit                                       |                         |            |  |
| Żabbar St. Patrick | João Janeiro(1°-7°) Aniello Parisi (8°- )         |                         |            |  |

## Apertura
|  | Pos. | Squadra            | Pt | G  | V  | N | P  | GF | GS | DR  |
|  | ---- | ------------------ | -- | -- | -- | - | -- | -- | -- | --- |
|  | 1.   | Floriana           | 35 | 16 | 10 | 5 | 1  | 27 | 10 | +17 |
|  | 2.   | Birkirkara         | 32 | 16 | 10 | 2 | 4  | 22 | 14 | +8  |
|  | 3.   | Sliema Wanderers   | 30 | 16 | 8  | 6 | 2  | 23 | 10 | +13 |
|  | 4.   | Hibernians         | 27 | 16 | 8  | 3 | 5  | 19 | 17 | +2  |
|  | 5.   | Ħamrun Spartans    | 24 | 16 | 7  | 3 | 6  | 28 | 19 | +9  |
|  | 6.   | Mosta              | 19 | 16 | 6  | 1 | 9  | 20 | 26 | -6  |
|  | 7.   | Gżira Utd          | 22 | 16 | 6  | 4 | 6  | 20 | 20 | 0   |
|  | 8.   | Marsaxlokk         | 21 | 16 | 5  | 6 | 5  | 21 | 21 | 0   |
|  | 9.   | Melita             | 18 | 16 | 5  | 3 | 8  | 20 | 26 | -6  |
|  | 10.  | Żabbar St. Patrick | 14 | 16 | 4  | 2 | 10 | 21 | 32 | -11 |
|  | 11.  | Balzan             | 12 | 16 | 3  | 3 | 10 | 16 | 27 | -11 |
|  | 12.  | Naxxar Lions       | 12 | 16 | 2  | 6 | 8  | 13 | 28 | -15 |

Legenda:
      Ammesse alla Poule scudetto
      Ammesse alla Poule retrocessione
Note:

Tre punti a vittoria, uno a pareggio, zero a sconfitta.
In caso di arrivo di due o più squadre a pari punti, la graduatoria verrà stilata secondo la classifica avulsa tra le squadre interessate che prevede, in ordine, i seguenti criteri:
- Punti generali
- Differenza reti generale
- Reti realizzate in generale
- Partite vinte in generale
- Partite vinte in trasferta
- Punti negli scontri diretti
- Differenza reti negli scontri diretti
- Differenza reti generale
- Sorteggi

## Chiusura
|  | Pos. | Squadra            | Pt | G  | V | N | P | GF | GS | DR  |
|  | ---- | ------------------ | -- | -- | - | - | - | -- | -- | --- |
|  | 1.   | Ħamrun Spartans    | 28 | 16 | 6 | 4 | 6 | 24 | 18 | +6  |
|  | 2.   | Sliema Wanderers   | 28 | 16 | 6 | 4 | 6 | 24 | 23 | +1  |
|  | 3.   | Floriana           | 27 | 16 | 6 | 2 | 8 | 17 | 27 | -10 |
|  | 4.   | Marsaxlokk         | 26 | 16 | 5 | 5 | 6 | 14 | 22 | -8  |
|  | 5.   | Birkirkara         | 24 | 16 | 3 | 8 | 5 | 18 | 23 | -5  |
|  | 6.   | Mosta              | 19 | 16 | 2 | 5 | 9 | 18 | 36 | -18 |
|  | 7.   | Żabbar St. Patrick | 22 | 16 | 8 | 4 | 4 | 20 | 9  | +11 |
|  | 8.   | Hibernians         | 22 | 16 | 9 | 1 | 6 | 27 | 17 | +10 |
|  | 9.   | Naxxar Lions       | 20 | 16 | 7 | 6 | 3 | 21 | 13 | +8  |
|  | 10.  | Gżira Utd          | 20 | 16 | 8 | 2 | 6 | 26 | 18 | +8  |
|  | 11.  | Balzan             | 17 | 16 | 6 | 6 | 4 | 23 | 14 | +9  |
|  | 12.  | Melita             | 11 | 16 | 6 | 1 | 9 | 15 | 27 | -12 |

Legenda:
      Ammesse alla Poule scudetto
      Ammesse alla Poule retrocessione
Note:

Tre punti a vittoria, uno a pareggio, zero a sconfitta.
In caso di arrivo di due o più squadre a pari punti, la graduatoria verrà stilata secondo la classifica avulsa tra le squadre interessate che prevede, in ordine, i seguenti criteri:
- Punti generali
- Differenza reti generale
- Reti realizzate in generale
- Partite vinte in generale
- Partite vinte in trasferta
- Punti negli scontri diretti
- Differenza reti negli scontri diretti
- Differenza reti generale
- Sorteggi

### Spareggio retrocessione
|        | Risultati |              | Luogo e data  |
| ------ | --------- | ------------ | ------------- |
| Melita | 0 - 1     | Naxxar Lions | 9 maggio 2025 |
|        |           |              |               |

## Fase Finale Poule Titolo

### Semifinali
|                  | Risultati |                 | Luogo e data   |
| ---------------- | --------- | --------------- | -------------- |
| Sliema Wanderers | 0 - 1     | Birkirkara      | 04 maggio 2025 |
| Floriana         | 0 - 0     | Ħamrun Spartans | 05 maggio 2025 |
|                  |           |                 |                |

### Finale 3° posto
|                  | Risultati |          | Luogo e data  |
| ---------------- | --------- | -------- | ------------- |
| Sliema Wanderers | 0 - 4     | Floriana | 9 maggio 2025 |
|                  |           |          |               |

### Finale
|            | Risultati |                 | Luogo e data   |
| ---------- | --------- | --------------- | -------------- |
| Birkirkara | 0 - 1     | Ħamrun Spartans | 10 maggio 2025 |
|            |           |                 |                |